# Szathmári Paksi József
Szathmári Paksi József (Sajókazinc, Borsod megye, 1763. március 12. – Miskolc, 1848. január 11.) református lelkész, a Tiszáninneni református egyházkerület püspöke 1823-tól haláláig.

## Élete
Szathmári Paksi Ábrahám református püspök fia. Tanulmányait Sárospatakon végezte, ahonnét külföldre ment és 1785-ben a göttingeni egyetem hallgatói közé lépett. Hazájába visszatérve, 1788-ban szikszói, 1790 januárjában miskolci lelkész lett. A tiszáninneni kerület előbb al-, később főjegyzővé, 1820-ban püspök-helyettessé, végül 1823-ban püspökévé választotta. A göttingeni egyetemtől 1830-ban teológiai doktori címet nyert.

## Munkái

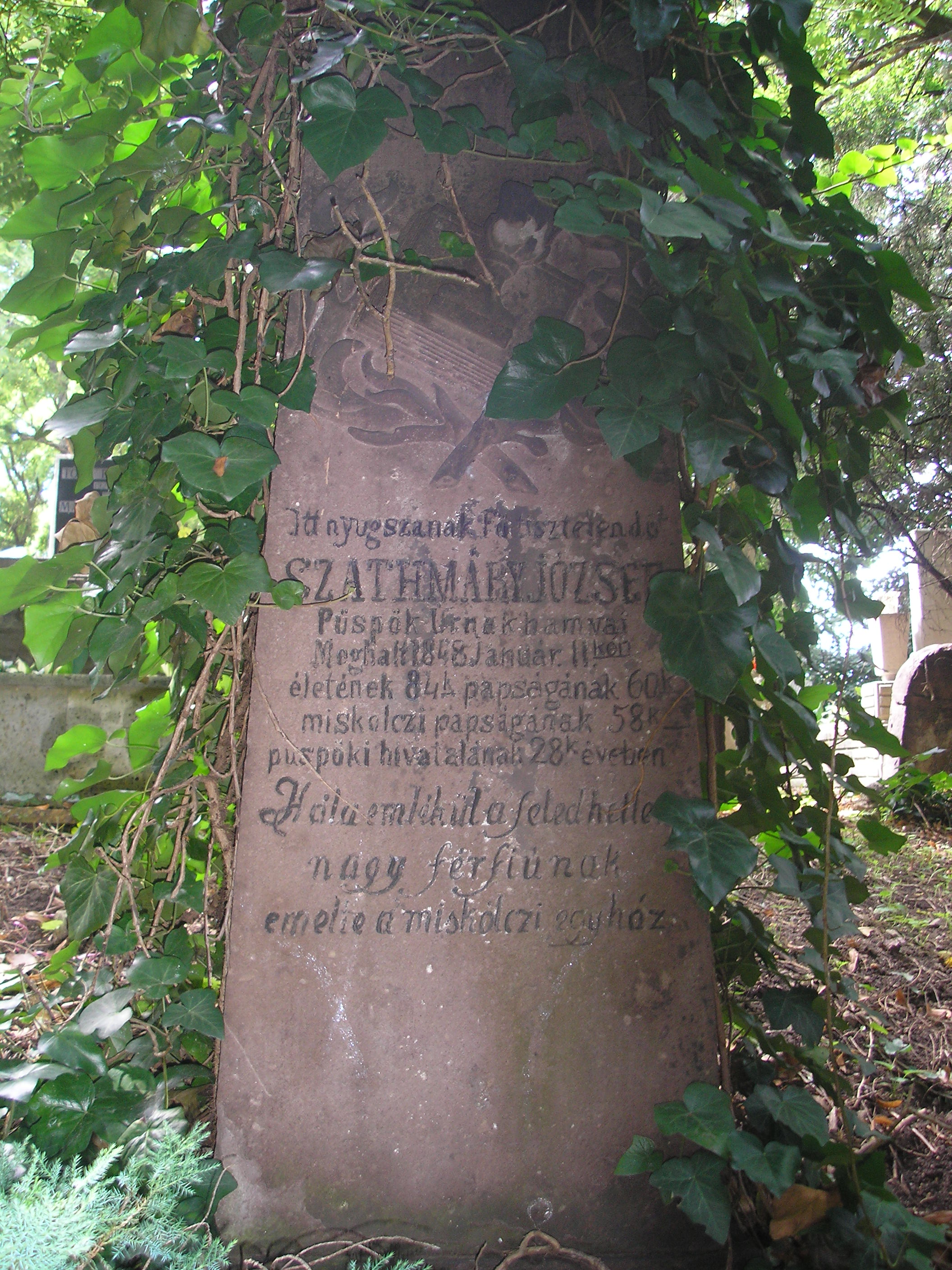
Sírja az Avasi temetőben

- Igaz előljárójának vagy néhai t. Kis-Csoltói Ragályi József úrnak, ... t. n. Borsod vármegye első vice ispánynyának képe, mellyet le rajzolt s ezen boldogult úr utolsó tisztességére öszve gyült nagy tekintetű közönségnek eleibe terjesztett Miskolczon ... 1804. Pest, 1805. (Végh János beszédével és Palóczy László gyászverseivel együtt).
- A bölts asszonynak vagy néhai mélt. Bocsári Mocsári Erzsébet asszonynak életében ... Vajai Vay József ő nagysága kedves élete párjának képe, mellyet lerajzolni s utolsó tisztességtételére egybegyülteknek eleikbe terjeszteni igyekezett A. Zsoltzán, 1813. április 13. Sárospatak, 1813.
- Az evangyéliomi szent vallás mint jó hazafiak oskolája lerajzolva a reformátio harmadik századjának berekesztésével, a Tiszán innen lévő helv. vallástételt követő főtiszt. Szuperintendencia consistoriuma előtt, M. Keresztesen okt. 12. 1817. Uo. 1817.
- A fő polczoknak nevezetesebb terhei, mellyeket néh. mélt. N. Lónyay és V. Naményi Lónyay Gábor urnak ... utolsó tisztesség tétele alkalmatosságával előadni igyekezett S. Patakon júl. 11. 1824. Uo. 1824.
- Halotti beszéd, mellyet néhai ... Jakabfalvai Jakabfalvy Erzsébet asszonynak életében ... Szepesy Szabó István ur kedves hitvesének, utolsó tisztességére tartott Miskolczon 1827. október 15. Miskolcz, 1828.
- Hálaadásnak áldozatja, mellyet félszázadon keresztül folytatott papi szent hivatala tiszteiben lett megerősíttetéseért a felséges Ur Istennek nagyszámú gyülekezet, különösen a tiszáninneni helv. vallástételt követő főtiszt. superintend. közönséges consistoriuma előtt a miskolczi újabb templomban bemutatni igyekezett április 29. 1838. S.-Patak, 1842.

Új kiadásban közrebocsátotta Benkő Sámuel Topographia oppidi Miskolcz című munkáját (Miskolcz, 1818.)
Nevét általában Szathmáry Józsefnek írják.